# Болонья (футбольний клуб)
«Боло́нья» (італ. Bologna Football Club 1909) — італійський футбольний клуб з міста Болонья (Емілія-Романья). Виступає в Серії A, вищій лізі італійського футболу. Клуб сім разів вигравав чемпіонство в Серії A, два титули Кубка Італії та один Кубок Інтертото.
Заснована 3 грудня 1909 року, «Болонья» була одним із клубів-засновників Серії A. Клуб втратив домінування в лізі після 1964 року, коли виграв свій останній чемпіонський титул. В активі команди два титули Кубка Італії в 1970-х роках. Протягом 2000-х і 2010-х років «Болонья» кілька разів змінювала власників через фінансові помилки, а пізніше стабілізувалася канадським консорціумом на чолі з Джої Сапуто.
«Болонья» брала участь у 75 сезонах Серії A, що є дев'ятим за кількістю в історії італійського футболу. З 1927 року клуб виступає на стадіоні «Ренато Даль'Ара», який є десятим за величиною стадіоном у Серії A.

## Досягнення
Серія А:
- Чемпіон: 1924–25, 1928–29, 1935–36, 1936–37, 1938–39, 1940–41, 1963–64
- Віце-чемпіон: 1920–21, 1923–24, 1925–26, 1926–27, 1931-32, 1939-40, 1965-66

Кубок Італії:
- Володар (3): 1969–70, 1973–74, 2024–25

Кубок УЄФА:
- Півфіналіст (1): 1998/99
- Чвертьфіналіст (1): 1990/91

Кубок Інтертото:
- Переможець (1): 1998

Кубок Мітропи:
- Володар (3): 1932, 1934, 1961

Міжнародний турнір до всесвітньої виставки у Парижі:
- Переможець (1): 1937

## Склад команди
Станом на 9 серпня 2025
| №  | Поз. | Нац.      | Гравець                              |
| -- | ---- | --------- | ------------------------------------ |
| 1  | ВР   | Польща    | Лукаш Скорупський                    |
| 2  | ЗХ   | Швеція    | Еміль Гольм                          |
| 3  | ЗХ   | Австрія   | Штефан Пош                           |
| 4  | ПЗ   | Італія    | Томмазо Побега (в оренді з «Мілана») |
| 5  | ЗХ   | Сербія    | Міхайло Іліч                         |
| 6  | ПЗ   | Хорватія  | Никола Моро                          |
| 7  | НП   | Італія    | Ріккардо Орсоліні (віце-капітан)     |
| 8  | ПЗ   | Швейцарія | Ремо Фройлер                         |
| 9  | НП   | Аргентина | Сантьяго Кастро                      |
| 10 | ПЗ   | Італія    | Федеріко Бернардескі                 |
| 13 | ВР   | Італія    | Федеріко Равалья                     |
| 16 | ЗХ   | Італія    | Ніколо Казале                        |
| 17 | НП   | Італія    | Чиро Іммобіле                        |

| №  | Поз. | Нац.       | Гравець                  |
| -- | ---- | ---------- | ------------------------ |
| 19 | ПЗ   | Шотландія  | Льюїс Фергюсон (капітан) |
| 21 | НП   | Данія      | Єнс Одгор                |
| 22 | ЗХ   | Греція     | Хараламбос Лікоянніс     |
| 23 | НП   | Швеція     | Єспер Карлссон           |
| 24 | НП   | Нідерланди | Тейс Даллінга            |
| 26 | ЗХ   | Колумбія   | Джон Лукумі              |
| 28 | НП   | Італія     | Ніколо Камб'ягі          |
| 29 | ЗХ   | Італія     | Лоренцо Де Сільвестрі    |
| 30 | НП   | Аргентина  | Бенхамін Домінгес        |
| 33 | ЗХ   | Іспанія    | Хуан Міранда             |
| 41 | ЗХ   | Чехія      | Мартін Вітік             |
| 80 | ПЗ   | Італія     | Джованні Фаббіан         |

## Статистика
Виступи у чемпіонаті Італії.
| Рівень | Турнір                 | Кількість сезонів | Дебют     | Останній виступ | Загалом |
| ------ | ---------------------- | ----------------- | --------- | --------------- | ------- |
| 1º     | Перша категорія        | 7                 | 1910–1911 | 1920–1921       | 90      |
| 1º     | Перший дивізіон        | 5                 | 1921–1922 | 1925–1926       | 90      |
| 1º     | Національний чемпіонат | 4                 | 1926–1927 | 1945–1946       | 90      |
| 1º     | Серія A                | 74                | 1929–1930 | 2020–2021       | 90      |
| 2º     | Серія В                | 12                | 1982-1983 | 2014-2015       | 12      |
| 3º     | Серія C1               | 3                 | 1983-1984 | 1994-1995       | 3       |

Кубок
| Турнір                | Кількість сезонів | Дебют     | Останній сезон | Разом |
| --------------------- | ----------------- | --------- | -------------- | ----- |
| Кубок Італії          | 73                | 1926–1927 | 2020–2021      | 77    |
| Кубок Верхньої Італії | 1                 | 1946      | 1946           | 77    |
| Кубок Італії Серії С  | 3                 | 1983-1984 | 1994-1995      | 77    |

Європейські кубки
| Турнір                         | Кількість сезонів | Дебют     | Останній виступ | Разом |
| ------------------------------ | ----------------- | --------- | --------------- | ----- |
| Кубок чемпіонів/Ліга чемпіонів | 1                 | 1964–1965 | 1964–1965       | 9     |
| Кубок УЄФА/Ліга Європи         | 4                 | 1971–1972 | 1999–2000       | 9     |
| Кубок Кубків                   | 2                 | 1970–1971 | 1974–1975       | 9     |
| Кубок Інтертото                | 2                 | 1998      | 2002            | 9     |
| Кубок ярмарків                 | 3                 | 1966–1967 | 1968–1969       | 3     |

### Статистика в Кубку Мітропи
| Сезони | Матчі | Перемоги | Нічиї | Поразки | Різниця м'ячів |
| ------ | ----- | -------- | ----- | ------- | -------------- |
| 5      | 20    | 9        | 1     | 10      | 43 — 35        |

| Сезони | Матчі | Перемоги | Нічиї | Поразки | Різниця м'ячів |
| ------ | ----- | -------- | ----- | ------- | -------------- |
| 8      | 35    | 13       | 8     | 14      | 58 — 62        |

Футболісти, що зіграли найбільше матчів у складі «Болоньї» в Кубку Мітропи в 1927—1940 роках.
| №     | Ім'я               | Позиція     | Роки виступів | У складі «Болоньї» |    |
| Матчі | Голи               |             |               |                    |    |
| ----- | ------------------ | ----------- | ------------- | ------------------ | -- |
| 1     | Карло Регуццоні    | Нападник    | 1932—1939     | 20                 | 15 |
| 2     | Бруно Маїні        | Нападник    | 1932—1939     | 19                 | 8  |
| 3     | Франсиско Федулло  | Нападник    | 1932—1939     | 17                 | 1  |
| 4     | Феліче Гаспері     | Півзахисник | 1932—1937     | 16                 | 0  |
| 5-6   | Джордано Корсі     | Захисник    | 1934—1939     | 15                 | 0  |
| 5-6   | Маріо Монтесанто   | Півзахисник | 1932—1937     | 15                 | 0  |
| 7-8   | Маріо Джанні       | Воротар     | 1932—1936     | 14                 | 0  |
| 7-8   | Рафаель Сансоне    | Нападник    | 1932—1939     | 14                 | 1  |
| 9     | Анджело Ск'явіо    | Нападник    | 1932—1937     | 12                 | 8  |
| 10    | Еральдо Мондзельйо | Захисник    | 1932—1934     | 10                 | 0  |

Бомбардири «Болоньї» в Кубку Мітропи в 1927—1940 роках.
| №    | Ім'я             | Позиція  | Роки виступів | В складі «Болоньї» |    |
| Голи | Матчі            |          |               |                    |    |
| ---- | ---------------- | -------- | ------------- | ------------------ | -- |
| 1    | Карло Регуццоні  | Нападник | 1932—1939     | 14                 | 20 |
| 2    | Анджело Ск'явіо  | Нападник | 1932—1937     | 8                  | 12 |
| 2    | Бруно Маїні      | Нападник | 1932—1939     | 8                  | 19 |
| 4    | Етторе Пурічеллі | Нападник | 1939          | 4                  | 3  |
| 5    | Маріо Пераццоло  | Нападник | 1934          | 2                  | 4  |

| Склад команди в чемпіонському розіграші 1932 року Воротар: Маріо Джанні (4). Захисники: Еральдо Мондзельйо (4), Феліче Гаспері (4). Півзахисники: Маріо Монтесанто (4), Гастоне Мартеллі (4), Гастоне Бальді (3,1), Альдо Донаті (1). Нападники: Бруно Маїні (4.3), Рафаель Сансоне (4,1), Франсиско Федулло (4), Карло Регуццоні (4,1), Анджело Ск'явіо (3,1), Джерардо Оттані (1). Тренер: Йожеф Надь. |

| Склад команди в чемпіонському розіграші 1934 року Воротар: Маріо Джанні (8). Захисники: Феліче Гаспері (8), Еральдо Мондзельйо (6), Діно Фйоріні (3,1). Півзахисники: Джордано Корсі (8), Маріо Монтесанто (7), Альдо Донаті (7), Гастоне Мартеллі (2), Франческо Окк'юцці (2). Нападники: Бруно Маїні (8.3), Франсиско Федулло (8,1), Карло Регуццоні (8,10), Анджело Ск'явіо (6,5), Маріо Пераццоло (4,2), Рафаель Сансоне (2), Альдо Співак (1,1). Тренер: Лайош Ковач. |

## Рекорди
| №  | Гравець             | Матчі |
| -- | ------------------- | ----- |
| 1  | Джакомо Бульгареллі | 488   |
| 2  | Таціо Роверзі       | 459   |
| 3  | Карло Регуццоні     | 417   |
| 3  | Карло Нерві         | 417   |
| 5  | Маріно Перані       | 415   |
| 6  | Феліче Гаспері      | 405   |
| 7  | Франко Креші        | 404   |
| 8  | Франческо Янич      | 376   |
| 9  | Анджело Ск'явіо     | 364   |
| 10 | Маріо Джанні        | 363   |

| №  | Гравець              | Голи |
| -- | -------------------- | ---- |
| 1  | Анджело Ск'явіо      | 251  |
| 2  | Карло Регуццоні      | 168  |
| 3  | Едзіо Паскутті       | 142  |
| 4  | Джузеппе Савольді    | 140  |
| 5  | Джино Каппелло       | 122  |
| 6  | Джино Півателлі      | 109  |
| 7  | Джузеппе Делла Валле | 104  |
| 7  | Гаральд Нільсен      | 104  |
| 9  | Бруно Маїні          | 101  |
| 10 | Етторе Пурічеллі     | 96   |